# Max Jean
Max Jean (Marseille, 1943. július 27. –) francia autóversenyző.

## Pályafutása
1968-ban megnyerte a francia Formula–Ford bajnokságot. Több Formula–3-as, valamint Formula–2-es versenyen is rajthoz állt pályafutása alatt.
1971-ben részt vett a Formula–1-es világbajnokság francia futamán. Jean a tizennegyedik helyen zárt, ám a megtett körök száma miatt eredménye nem volt értékelhető.

## Eredményei

### Teljes Formula–1-es eredménylistája
(Táblázat értelmezése)

(Félkövér: pole-pozícióból indult; dőlt: leggyorsabb kört futott) 

| Év   | Csapat                     | Modell    | Motor       | 1   | 2   | 3   | 4   | 5      | 6   | 7   | 8   | 9   | 10  | 11  | Helyezés | Pont |
| ---- | -------------------------- | --------- | ----------- | --- | --- | --- | --- | ------ | --- | --- | --- | --- | --- | --- | -------- | ---- |
| 1971 | Frank Williams Racing Cars | March 701 | Cosworth V8 | RSA | ESP | MON | NED | FRA 14 | GBR | GER | AUT | ITA | CAN | USA | -        | 0    |